# 泉区民ふるさとまつり
泉区民ふるさとまつり（いずみくみんふるさとまつり）は、宮城県仙台市泉区七北田公園にて毎年8月第4土曜日に開催される区民祭りである。

## 概要
仙台市内の他4区は1989年の各区成立後より開催されているのに対し、当祭は泉市時代より開催されており、6回多く開催されている。毎年約15万人ほどの来場者数を数える。
また、他区は例年秋（9-11月）に開催されるのに対して当祭は8月に開催しており、打ち上げ花火大会も開催されるため規模も大きく、例年仙台市地下鉄南北線は開催に合わせて増便して運行するなど、他区の区民祭りとは特色が異なっている。
2024年（第42回）より花火大会の有料観客席をユアテックスタジアム仙台に設置し、協賛金収入の減少や花火価格の高騰による費用分を賄う。